# La nova Andorra
La nova Andorra. Publicació mensual patrocinada pel Centre Andorrà, fou una publicació periòdica andorrana de caràcter generalista. Va publicar-se en substitució del Butlletí de la Societat Andorrana de Residents a Barcelona, donat que volien transformar-lo i rejovenir-lo. De periodicitat mensual, va publicar un total de 17 números. El primer va aparèixer l'agost del 1932 i el darrer al desembre del 1933.
Tots els números eren revisats per la censura abans de la seva distribució. El director fou Rafael Roca. Els col·laboradors Rafael Roca, Ignasi Vila, Eduard Bonell, Xavier Fiter, Bonaventura Melción, A. Cirici, Pere Pallarès, Marc-Aureli Vila, Alfred Mora, Pere Canturri, Gil Torres, M. Lacruz, J. Puy i J. Puig del Real.